# كأس التشيك 1995–96
كأس التشيك 1995–96 هو موسم من كأس التشيك. أشرف على تنظيمه اتحاد جمهورية التشيك لكرة القدم، وفاز فيه سبارتا براغ.